# Fleet, Lincolnshire
Fleet är en by och en civil parish i South Holland i Storbritannien. Den ligger i grevskapet Lincolnshire och riksdelen England, i den sydöstra delen av landet, 140 km norr om huvudstaden London. Orten har 2 136 invånare (2011). Byn nämndes i Domedagsboken (Domesday Book) år 1086, och kallades då Flec/Fleot.